# Янез Клеменчич
Янез Клеменчич (словен. Jani Klemenčič, 21 вересня 1971) — словенський академічний веслувальник.
Бронзовий призер Олімпійських Ігор 1992 року в складі розпашної четвірки без стернового, учасник 1996, 2000, 2004 років.
Бронзовий призер Чемпіонату світу 2001 року в складі розпашної четвірки без стернового.